# Câlnic (Alba)
Câlnic (Alba) é uma comuna romena localizada no distrito de Alba, na região histórica da Transilvânia. A comuna possui uma área de 43.99 km² e sua população era de 1765 habitantes segundo o censo de 2007.